# Музей Марка Шагала (Ніцца)
Музей Марка Шагала (фр. Musée National Marc Chagall) — музей митця в Ніцці, Франція. До 2005 року музей мав назву Le Musee National Message Biblique Marc Chagall, або «Біблійне послання Марка Шагала».

## Історія
Відкриття музею відбулося 7 липня (в день народження художника) 1973 року за життя письменника. Марк Шагал і його друга дружина Валентина ще в 1966 році подарували французькому уряду 17 полотен на біблійні сюжети. Для картин за ініціативи відомого французького письменника, міністра культури Франції за часів Шарля де Голля Андре Мальро було створено музей в спеціально побудованому за проєктом архітектора Андре Ермана особняку в престижному районі Ніцци — Сім'є.
Шагал брав активну участь у будівництві музею. Він визначив місце кожного полотна: в першому залі - 12 робіт у холодній зелено-синій гаммі зі сценами із книги Буття і книги Вихід, а у другому - 5 картин у яскраво-червоних кольорах, присвячених любовній ліриці Пісні Пісень Царя Соломона.
Шагал також продумав сад зі середземноморських рослин навколо будинку мезею і прикрасив стіну над маленьким басейном мозаїчним панно із зображенням вознесіння в небеса пророка Іллі. В одному з приміщень музею за бажанням Шагала було створено концертний зал, якій він оформив вітражами пронизливо синього кольору на тему сотворіння світу. 
На час відкриття в музеї експонувалося 17 картин Шагала на біблійні сюжети. Пізніше до колекції додалися ескізи та замальовки художника, праці гуашшю, значна частина яких також присвячена біблійній тематиці. Всього Марк Шагал подарував музею понад 250 своїх робіт. Після смерті художника в 1988 році Центр Жоржа Помпіду передав музею в Ніцці ще 10 біблійних картин.

## Експозиція
В музеї три зали. Експозицію головного виставкового залу складають 12 картин художника зі сценами із книги Буття і книги Вихід у холодних зелено-синіх кольорах. У другій залі - 5 картин на теми любовної лірики Пісні Пісень Царя Соломона у яскраво-червоних кольорах. Третя зала спланована під тимчасові виставки. .